# ك. ديفيد هاريسون
ك. ديفيد هاريسون (بالإنجليزية: K. David Harrison)‏ هو لغوي أمريكي، ولد في 17 نوفمبر 1966 في Ponoka, Alberta ‏ في كندا.

## وصلات خارجية
- ك. ديفيد هاريسون على موقع IMDb (الإنجليزية)